# Redvers Buller
Sir Redvers Buller, britanski general, * 7. december 1839, † 2. junij 1908.